# Igneocnemis fuligifrons
Igneocnemis fuligifrons – gatunek ważki z rodziny pióronogowatych (Platycnemididae). Endemit Filipin, stwierdzony na wyspach Basilan, Dinagat, Leyte, Mindanao, Panaon i Siargao.